# Guvernoratul Jerash
Jerash (arabă: جرش) este unul din guvernoratele Iordaniei și se află la nord de capitala statului, Amman. Capitala acestui guvernorat este orașul Jerash. Este guvernoratul cu cea mai mică suprafață din Iordania, dar al doilea după densitatea populației (după Guvernoratul Irbid. Guvernoratul Jerash se află pe locul 7 după populație.

## Geografie
Provincia se învecinează cu Guvernoratul Irbid la nord 40 km de Irbid (Arabela) Arus al Șamal  ( Mireasa din Nord ) , Guvernoratul Ajloun la vest, Guvernoratul Mafraq și Guvernoratul Zarqa la est, iar cu Guvernoratul Balqa și Guvernoratul Amman la sud 48 km de Amman ( Philadelphia)  capitala Iordaniei  și spre nord la 172 km de Damasc capitala Siriei .

## Clima
Media anuală a precipitațiilor în guvernorat este cuprinsă între 400 și 600 mm considerată printre cele mai ridicate din țară. Raza de altitudine a provinciei este de 300 până la 1247 m deasupra nivelului mării, cu fluxuri de apă dulce și Râul Zarqa care curge prin ea. Provincia este o zonă muntoasă cu un climat blând mediteranean.

## Diviziuni administrative
Guvernoratul Jerash este format dintr-un singur district („liwa”), Jerash Liwa, care este împărțit în trei sub-districte („qda”):
1. Sub-districtul Jarash
2. Sub-districtul Mastabah
3. Sub-districtul Borma

### sate
În afară de orașul Jerash care dă numele guvernoratului, guvernoratul are multe sate: Souf, Sakib, Borma, Al-Mastaba, El-Kitté, Al-Haddadé, Bellila, Deir Il-Liyat, Nahlé, Il-Kfeir, Rashaida, Raimoun, An-Nabi Houd, Al-Jazzazah, Jubbah, Mirse', Muqbila, Al-Msheirfeh, Qafqafa .

## Istorie
Unul dintre cele mai mari și bogate orașe Romane  ale Antichități din Orientul Mijlociu , un oraș muzeu monumental.
Zona actualului oraș Jarașh a fost locuita din perioada neolitică (7500 -5000 î.Hr. ). Fost oraș elenistic din secolul al 2-lea î.Hr. bogat în vestigii arheologice romane și bizantine.
Orașul în prezent fiind o zona prospera  partea modernă a orașului fiind construit peste părți de teren din orașul vechi, multe vestigii istorice aflându-se sub fundațiile locuințelor.
Rezervorul antic de apă, pământul fertil, vegetația abundentă au ținut locuitori în zonă.
Dealurile și văile Jarașului sunt plantații de pomi fructiferi în special smochini, măslini, vita -de-vie și  păduri de cedri.
Orașul a fost întemeiat sub Împăratul Antoh al 4-lea Epifam  din imperiul Seleucid a dominant între (175 -332 î.Hr.), atunci sau construit Templul lui Zeus, Apolo, Poseidon, Artemis, Nemesis.
Jarash a fost apoi sub stăpânire Regatului Hasmonean (140-37 î.Hr) condus de regale Alexandru Inanaeus (103-76 î.Hr.) în secolul al 2-lea i.e.n. Atunci s-a înființat o colonie evreiasca pentru a se facilita  legăturile comerciale între Jarash și orașele de pe coasta Mării Mediteraneene care erau sub controlul lor.
Din anul 63 î.Hr. până în anul 106 d.Hr. Jarash (Gerasa) a devenit parte din Decapolei dintr-un grup de 10 orașe semi-autonome în provincia romană Siria libertatea acestora se baza apărarea venită din partea Romei.
În anul 38 î.Hr. intra sub influența nabateeană odată cu bogate orașe de atunci Petra (Iordania), Medinat Saleah (K.S.A), Borsa (Siria), Avadat (Israel).
În timpul Imperatorului Roman Traian ( 98-117 e.n.) a adăugat orașului Jarașh noi provincii romane în (106 e.n.) devenind axa a mai multor centre comerciale ale zonei și datorită drumurilor noi (Via Nova Traijana) (Drumul nou al lui Traian) care lega orașele Bosra de Ailaom (port la Marea Rosie) .
În timpul Imperatorului Hadrian(117-138 e.n.) a locuit  un an în Jarash timp în care a construit Arcul de Triumf (Arcul lui Adrian) o construcție impunătoare aflat ca  poarta de intrare în oraș  în apropierea Hipodromului care și astăzi este funcțional loc unde se țin spectacole cu public  întreceri, jocuri și lupte romane, curse de cai .
În timpul lui Marcus Aurelius Antoninus (121-180d.Hr.) populația zonei era estimata la la 10000-25000 mi de locuitori zona purtând numele de Aurelia Antonimus.
Sub domina lui Diocletian (284-305e.n.) Jarashul a fost reconstruit deoarece a avut de suferit în secolul 3 din cauza Imperiului Sasanid prin invaziile persanilor, când s-a întrerupt comerțul între Jarash și orașele de la Marea Mediterana ceea ce a stagnat dezvoltarea  economică a zonei.            
Orașul Jarash a înflorit în perioada Bizantina, prima biserica (Catedrala din Jarash) datează din secolul al 4 lea  e.n. în anul 600 e.n. în oraș erau 15 biserici decorate cu mozaicuri.
Intre anii (661-750 e.n.) orașul Jarash a fost sub ocupația Imperiului Sasanid care au slăbit economia prin  jafuri, astfel în 636 orașul slăbit s-a predat armatelor arabe. Intre ani (661-750 e.n.) a fost sub ocuparea Califatului Omayad un oraș obosit, mai ales slăbit economic deoarece cetățenii de vază urmaseră guvernul Omayad la Damasc.
Califatul Abasid (750-1258 e.n.) a mutat capitala de la Damasc la Bagdad, astfel orașul Jarash a fost  izolat fiind departe de capitala economia a intrat în declin și cutremurele numeroase au alungat populația din zonă.
Prelatul William din Tir (1130-1186 e.n.) care a vizitat Jarashul a descris orașul ca fiind abandonat și în ruine.
Vestigiile arheologice ale Jarashului în ciuda timpului au rămas bine conservate, săpăturile arheologice au început din anii 1920-1930 au rămas frecvente. În prezent este mult de excavat și e săpat o mare parte din vechiul oraș este încă în pământ acest fapt necesita timp și un buget deosebit.
Vechiul și vestitul oraș Jarash a fost și va rămâne în oraș important și apreciat în istorie.

## Trăsături comparative ale provinciei
Un sector turistic lider și atractiv.
Teren fertil pentru agricultură.
Apropierea sa de provincii cu caracteristici similare.
(56,3%) din populație sunt tineri.
Existența unor organizații ambițioase ale societății civile.
Niveluri ridicate de precipitații. 

## Proiecte și Inițiative regale în Guvernoratul
1 Reconstituirea drumului alternativ la Podul Regele Hussein
2 Înființarea școlii elementare de fete Al-Fawara
3 Înființarea școlii elementare de băieți Bab Amman
4 Adăugați (8) săli de clasă la școala elementară pentru băieți Raymond
5 Înființarea școlii elementare de fete Al-Rahmaniya
6 Înființarea și dotarea școlii elementare mixte Al-Birketin
7 Înființarea școlii elementare de fete Asmaa Bint Yazid
8 Construirea a 22 de case pentru familii caste / Khreisha
9 Construire 12 case pentru familii caste/supraveghetori
10 Întreținerea aparatelor de aer condiționat la Centrul Jerash pentru îngrijirea și reabilitarea persoanelor cu dizabilități
11 Construire 24 de locuințe pentru familii caste / testament
12 Construire 5 case pentru familii caste / Jubbah
13 Construire 14 case pentru familii caste/fierarie
14 Construirea a 10 case pentru familii caste / Al-Naseem
15 Construcția a 12 locuințe pentru familii caste în prima fază și a 16 locuințe în faza a doua / Berma
16 Construire 18 case pentru familii caste / Sakeb
17 Cumpărarea unei case pentru domnul Hassan Oqla Muhammad Bani Mustafa
18 Cumpărarea unei case pentru domnul Mohamed Ibrahim Mohamed Dandan
19 Cumpărarea unei case pentru domnul Ahmed Suleiman Muhammad Abdul Razzaq
20 Realizarea lucrărilor de întreținere pentru moscheea satului Al-Raya / Marsa’ (moscheea Al-Rahma)
21 Reabilitarea a 50 de locuințe avariate de furtuna de zăpadă
22 Construirea unui centru de sănătate cuprinzător în Jerash
23 Modernizarea primei faze a Spitalului guvernamental Jerash (Faza 1)
24 Înființarea și furnizarea unui sediu pentru Comitetul Tinerilor Suntem Toți Iordania
25 Proiect de înfrumusețare a intrării în orașul Jerash
26 Înființarea Școlii de Excelență Regele Abdullah al II-lea în Guvernoratul Jerash
27 Finalizarea construcției unui centru de dezvoltare într-o tabără care va cuprinde două etaje în suprafață de (400) m, primul etaj fiind folosit în scop de investiții, iar al doilea fiind un centru de reabilitare pentru dizabilități.
28 Înființarea unui centru cuprinzător de dezvoltare afiliat Comitetului de îmbunătățire a serviciilor în tabăra Jerash 1000 m²
29 Înființarea unui memorial pentru martirul căpitan Ahmed Mahmoud Suleiman Al-Nawasra / Kafr Khel
30 Înființarea unui al doilea etaj ca o adunare a comitetelor de femei deasupra clădirii Heath, Youth of All of Jordan
31 Înființarea Clubului Ofițerilor Pensionari din Forțele Armate
32 Zona de picnic în Dibeen
33 Construcția unei case pentru familia lui Naji Al-Zoubi
34 Stabilirea unei reședințe pentru familia martirului Muhammad Al-Quraan
35 Construirea unei reședințe pentru familia domnului Kamal Bani Mustafa
36 Construirea unei reședințe pentru familia domnului Saeed Bani Mustafa
37 Înființarea unei reședințe pentru familia martirului Musab Al-Atoum
38 Construcția unei case pentru familia lui Naji Al-Zoubi
39 Stabilirea unei reședințe pentru familia martirului Muhammad Al-Quraan
40 Construirea unei reședințe pentru familia domnului Kamal Bani Mustafa
41 Construirea unei reședințe pentru familia domnului Saeed Bani Mustafa
42 Înființarea unei reședințe pentru familia martirului Musab Al-Atoum Arhivat în 4 iulie 2022, la Wayback Machine. 